# مطار الحسيمة الشريف الإدريسي
مطار الحسيمة الشريف الإدريسي (إياتا: AHU، إيكاو: GMTA) هو مطار دولي يبعد بـ17 كلم من مدينة الحسيمة بجهة طنجة تطوان الحسيمة شمال المغرب، سُمي المطار بهذا الاسم نسبة لعالم الجغرافيا العربي المسلم الشريف الإدريسي الذي عاش في القرن الثاني عشر الميلادي.
الرحلات الداخلية في المطار تكون على مدار السنة، بينما الرحلات الدولية تكون موسمية، بين شهر ماي وشهر أكتوبر، أي خلال موسم عودة الجالية المغربية المقيمة بالخارج.
يتوفر المطار على مدرج بطول 500 2 متر وعرض 45 متر.

## تاريخ
في سنة 2010 دشن ملك المغرب محمد السادس المحطة الجوية الجديدة التي تبلغ مساحتها 4000 متر مربع، لتصبح القدرة الاستعابية للمطار 000 300 مُسافر في السنة. المحطة الجديدة بلغت تكلفة إنجازها 77 مليون درهم، وتتميز بتوفرها على نوافذ زجاجية تسمح بتواجد إضاءة طبيعية في مختلف مرافق المطار، وقد تم بناء هذه المحطة الجوية الجديدة في إطار إستراتيجية المكتب الوطني للمطار للاستجابة للمعايير الدولية الخاصة بسلامة وأمن الطيران وجودة الخدمات في المطارات.
في سنة 2017، أطلقت الخطوط الملكية المغربية خطوطاً جوية جديدة تربط بين الحسيمة والدار البيضاء، وبين الحسيمة وطنجة.

## شركات الطيران
| شركات الطيران           | الوجهات                                                      |
| ----------------------- | ------------------------------------------------------------ |
| الخطوط الملكية المغربية | الدار البيضاء - طنجة - تطوان رحلات موسمية: بروكسل - أمستردام |
| ترانسافيا               | روتردام                                                      |
| توي فلاي                | ايندهوفن - بروكسل                                            |
| الخطوط الجوية البلجيكية | بروكسل                                                       |

## إحصائيات
حركة المسافرين:
| 2014   | 2015   | 2016   | 2017   | 2018   | 2019   | 2020   | 2021   | 2022   |
| ------ | ------ | ------ | ------ | ------ | ------ | ------ | ------ | ------ |
| 481 44 | 276 47 | 560 45 | 044 72 | 324 79 | 121 92 | 715 20 | 558 50 | 805 86 |
|        | ▲      | ▼      | ▲      | ▲      | ▲      | ▼      | ▲      | ▲      |